# Сергей Эйзенштейн. Автобиография
«Сергей Эйзенштейн. Автобиография» — монтажный неигровой фильм, снятый режиссёром Олегом Коваловым в 1995 году.
Картина, созданная на основе «Автобиографических записок» Эйзенштейна и фрагментов чёрно-белых лент разных режиссёров, участвовала в Берлинском кинофестивале, получила кинопремию «Ника» в категории «Лучший неигровой фильм» (1997), стала обладателем специального приза жюри на кинофестивале неигрового кино «Россия» (1996).

## Содержание
Фильм начинается с рассказа Эйзенштейна (текст за кадром — Алексей Герман) о том, как в феврале 1946 года он попал в больницу из-за проблем с сердцем. Врачи прописали постельный режим, и вынужденный отдых стал поводом для размышлений о времени и о себе. Однако, как признаётся режиссёр, понять что-то про собственную жизнь ему так и не удалось.
Далее идёт непрерывная череда воспоминаний и впечатлений, составленная из кадров фильмов Эйзенштейна и других режиссёров, работавших в чёрно-белом кино. Детство — это узнавание мира, в котором конные экипажи соседствуют с трамваями. Взяв в руки карандаш, понаблюдав за движениями юных балерин, будущий режиссёр осознал, что рисунок и танец «растут из одного лона». Преподнесённый родителями в сочельник жёлтый томик, рассказывающий о Великой Французской революции, был не просто зачитан до дыр — некоторые страницы долго не давали мальчику покоя.
Отдельная тема — отношения с отцом. Тот был архитектором по профессии и педантом — по образу жизни. Все его ботинки сортировались по группам: «чёрные», «старые», «изношенные». Время от времени папенька проводил ревизию в своём «ботиночном гараже» и менял данные в реестре обуви. Ребёнка угнетала эта скрупулёзность. Архитектурные работы также вызывали неприятие мальчика, который считал фантазии отца странными. Так, один из его проектов был связан с созданием водосточных желобов в виде молодых девушек. Не выдержав напора дождя, эти водотоки быстро разрушались. Поэтому вопросы о том, великолепны ли отцовские творения, вызывали в Сергее чувство глухого раздражения.

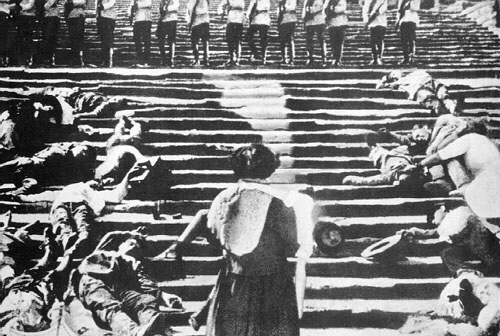
Кадр из фильма «Броненосец „Потёмкин“»

Одним из самых страшных впечатлений молодости режиссёр называет длинный хвост эшелона, движущегося по железнодорожным путям в годы Гражданской войны. Поэтому, признаётся Эйзенштейн, из фильма в фильм у него кочует образ этого эшелона, который никто не может остановить.
В зрелые годы, сидя в президиуме на кинематографическом собрании, режиссёр задаёт себе вопрос о том, почему он должен скучать, выслушивая долгие речи чиновников. Ведь именно здесь, в этих павильонах, он когда-то воспитывал молодых энтузиастов, которые спорили, влюблялись, а однажды привели в зал живого верблюда.
Включённый в картину знаменитый кадр из фильма «Броненосец „Потёмкин“», когда по лестнице катится коляска с младенцем, относится к числу последних воспоминаний режиссёра. Он уже не встаёт с постели, и в гаснущем сознании перемешиваются новогодние ёлки и дети в матросках, бегущие по той самой Потёмкинской лестнице. Они прощально машут руками в камеру.

## Использованные материалы
В литературе я люблю метод Джойса, когда в описании каждой пылинки кроется масса культурных, религиозных, социальных ассоциаций. Фильм «Сергей Эйзенштейн. Автобиография» был сделан по методу Джойса.
О том, что Олег Ковалов, отсмотревший за десять лет работы в архивах «тысячи километров плёнки», является одним из лучших в России знатоков советского кино, критики писали задолго до того, как режиссёр приступил к работе над картиной «Сергей Эйзенштейн. Автобиография». Поэтому, воспроизводя в фильме фрагменты более чем тридцати фильмов, вышедших на экраны в первой половине XX столетия, он добивается при монтаже «редкой свободы и лёгкости».
В ленте использовались кадры из фильмов Сергея Эйзенштейна («Дневник Глумова», «Стачка», «Броненосец „Потёмкин“», «Октябрь», «Старое и новое», «Да здравствует Мексика», «Бежин луг», «Александр Невский», «Иван Грозный»); картин Дзиги Вертова («Кино-глаз», «Человек с киноаппаратом», «Три песни о Ленине») и других режиссёров.
Кинокадры сопровождаются отрывками из произведений Верди, Вареза, Прокофьева, Стравинского, Шостаковича.

## Отзывы и рецензии
Фильм вызвал много откликов в среде киноведов, мнения которых варьировались от восторга до полного неприятия как самой картины, так и творческого метода Олега Ковалова.
Андрей Плахов, побывавший на премьере картины в Доме кино, отметил в рецензии, что Ковалову пришлось не только примерить на себя образ условной Лени Рифеншталь, но и перевоплотиться в Сергея Эйзенштейна, предложив зрителям «визуализацию подсознания» режиссёра. Позже, отвечая на вопросы обозревателя журнала «Сеанс», Плахов назвал ленту «Сергей Эйзенштейн…» самой обаятельной лентой Ковалова, в которой образ главного героя вызывает «гораздо больше тёплых чувств, чем порождают его собственные фильмы».
Татьяна Москвина увидела в картине трагическую историю человека, восставшего против отца; причины ненависти иррациональны и экзистенциальны, они неподвластны логике:
Ему была уготована необычная судьба, великая миссия. Он рассказал нам о мире, который человек пытался построить без Отца. А с кем же тогда? А известно, кто приходит, когда уходит Отец. Приходит его Первый ученик. Тот, кого опьяняет насилие. Тот, кто дал залп «Авроры». Тот, кто руководил восстанием на «Броненосце "Потёмкин"», а затем подавлял его.
Льва Аннинского поразило чувство кинофактуры, которым обладает Ковалов, сумевший перемонтировать Эйзенштейна «без видимого пластического и монтажного насилия». По мнению Георгия Капралова, создатели фильма сумели снять с эпохи камуфляж, за которым открылась то ли суть, то ли «трагическая маска» главного героя. Виктор Матизен, восприняв ленту как внутреннюю биографию Эйзенштейна, одновременно напомнил, что режиссёр был ещё и выдающимся мистификатором: «не попались ли на удочку его блестящего самоанализа позднейшие интерпретаторы»?
Михаил Брашинский, обнаружив в картине близость к эссе, верлибру и заклинанию, заметил, что в ней нет концепции, но есть импрессия; в результате на выходе получилось кино «про Ковалова, а не про Эйзенштейна». То же самое — отсутствие концепции и чётко сформулированной задачи — поставил в вину Ковалову Александр Трошин. Фильм, по его мнению, является примером «произвола амбициозного монтажёра». Ирина Любарская, вступившись за режиссёра, попросила коллег не искать в каждой вклейке концепцию; по мнению киноведа, недопонимание отдельных посылов ленты компенсируется удовольствием, какое получаешь при прослушивании «хорошо сыгравшегося ансамбля музыкантов».

## Создатели фильма
- Олег Ковалов — режиссёр
- Олег Ковалов — автор сценария
- Владимир Смирнов — оператор
- Максим Беловолов — звукорежиссёр
- Марина Полянская — звукорежиссёр
- Сергей Сельянов — продюсер
- Алексей Балабанов — продюсер
- Алексей Герман — текст за кадром